# Marius Chadefaud
Marius Chadefaud, född 21 december 1900, död 11 maj 1984, var en fransk botaniker.
Auktorsnamnet Chadef. kan användas för Marius Chadefaud i samband med ett vetenskapligt namn inom botaniken; se Wikipediaartiklar som länkar till auktorsnamnet.